# اندوور (منطقه سرشماری)، ماساچوست
اندوور (به انگلیسی: Andover) یک منطقهٔ مسکونی در ایالات متحده آمریکا است که در شهرستان اسکس، ماساچوست واقع شده‌است. اندوور ۹٫۸ کیلومتر مربع مساحت و ۸٬۷۶۲ نفر جمعیت دارد و ۵۶ متر بالاتر از سطح دریا واقع شده‌است.